# سديم شريحة الليمون
سديم شريحة الليمون او «IC3568» هو سديم كوكبي يبعد عن الأرض حوالي (4500) سنة ضوئية، يقع السديم في كوكبة الزرافة في النصف الشمالي، ويُعد سديم شريحة الليمون سديم صغير نسبياً حيث يبلغ قطر قلبه حوالي 0.4 سنه ضوئية. اطلق عليه جيم كالر هذا الاسم نسبة إلى شكله وألوانه الزائفة التي تشبه شريحة الليمون، سديم شريحة الليمون واحد من ابسط السدم المعروفة بشكل كروي مثالي تقريباً ولا يحتوي قلب السديم على بنية واضحة في التكوين ويتكون في الغالب من الهيليوم ، تحيط بالسديم هالة من الغبار النجمي. 